# 中野孝司
中野 孝司（なかの たかし）は、日本の医師ならびに医学者である。現在、兵庫医科大学呼吸器内科・RCU科教授。主な研究分野は呼吸器内科学、呼吸器腫瘍学（中皮腫・肺癌）、（特に悪性中皮腫とアスベストの関連性）、職業性肺疾患、アレルギー性肺疾患、呼吸器感染症。

## 経歴
- 1979年 兵庫医科大学卒業
- 2005年 兵庫医科大学 内科学呼吸器・RCU科 教授就任。兵庫医大の内科学の教授としては初の同大学出身者（OB）の教授となる。
- 2006年　同大学の胸部腫瘍学教授を兼任。また12月18日中皮腫・アスベスト疾患センターが同病院内に開設され、センター長となる。
- 2007年 同大学病院にがんセンター開設。所長に就任。

## 研究業績
クボタ神崎川工場などのアスベストの問題がマスコミに大きく取り上げられる20年余り前から、アスベストと中皮腫の関連性に興味をもち、時には診療の合間を縫って、近隣の尼崎市を中心に自ら足を運び、工場周辺、作業環境や生活環境等の調査を続けていた。以前からアスベストと悪性中皮腫との一定の関連性は認められつつあったが、その多くは職業暴露であり、生活（環境）暴露と中皮腫の関連性はあまり認知されていなかった。その点を問題提起し、自らの臨床経験と重ねて、公衆衛生学的な視点からアスベストの生活暴露の可能性を提示し、また腫瘍内科学の立場から悪性胸膜中皮腫の診断、治療に大きく寄与した。
同氏の解析の結果、長期間の低濃度環境暴露が、高濃度職病暴露と同等かそれ以上の悪性胸膜中皮腫のリスクとなることが判明した。

## 著書
- 呼吸器腫瘍学ハンドブック（ISBN 9784870661387）